# Кушман, Сузан
Сузан (Сьюзен) Кушман (англ. Susan Webb Cushman; 1822 — 1859) — американская театральная актриса, сестра Шарлотты Кушман.

## Биография
Родилась 17 марта 1822 года в Бостоне, штат Массачусетс.  Отец Шарлотты — Elkanah  Cushman, стал успешным торговцем; мать — Mary Eliza Babbitt Cushman; её сестра старшая сестра Шарлотта также была актрисой.
В 1836 году дебютировала в «The Genoese» американского поэта Эпеса Сарджента. Через год вместе с матерью поехала в Нью-Йорк чтобы увидеть работу своей сестры в театре.
В 14 лет вышла замуж за Нельсона Мерримана (англ. Nelson Merriman). Муж бросил её, когда Сузан была беременна, и Шарлотта ухаживала за сестрой. Обе сестры были известны игрой в «Ромео и Джульетте», где Шарлотта играла Ромео. Вместе они выступали в Нью-Йорке и Филадельфии. Затем Сузан была приглашена сыграть роль в «Satan in Paris», позже играла Дездемону в «Отелло»  авторства George Vandenhoff. Работала в филадельфийском театре Walnut Street Theatre.
В 1845 году Сьюзен последовала за Шарлоттой в Англию, где в 1846 году они вместе играли в «Ромео и Джульетте» (Шарлотта играла Ромео) в Haymarket Theatre в Лондоне. Сестры также вместе играли в «Двенадцатой ночи».
В 1847 Сьюзан вступила в конфликт с менеджером театра по поводу роли в «The Lady of Lyons» и ушла из театра. После оставления сцены Сьюзен в 1848 году повторно и удачно вышла замуж за ливерпульского учёного-химика Джеймса Маспрэтта, с которым жила в Ливерпуле.
Умерла 10 мая 1859 года в Ливерпуле, графство Мерсисайд. Похоронена на кладбище Necropolis or Low Hill Cemetery  ливерпульского района Эвертон.
От первого брака у неё был сын Edwin Charles Cushman (1838—1909), который был женат на Эмме Кроу (1839—1920).